# Прапор Глибокої
Пра́пор Глибокої — один з офіційних символів селища міського типу Глибока, районного центру Чернівецької області. Затверджений 12 грудня 2008р. рішенням №209-23/09 сесії селищної ради.

## Опис прапора
Квадратне полотнище складається з двох вертикальних смуг синього і зеленого кольорів, розділених хвилеподібно, в співвідношенні 1:2. Поверх лінії перетину жовта гілка з жовтими листочками. У верхній частині синьої смуги білий летить голуб з жовтими лапами. У центрі зеленої смуги герб селища з чорними цифрами "1438" на жовтому картуші.